# Ka Đô
Ka Đô là một xã thuộc huyện Đơn Dương, tỉnh Lâm Đồng, Việt Nam.

## Địa lý
Xã Ka Đô có diện tích 86,75 km², dân số năm 2022 là 14.843 người, mật độ dân số đạt 171 người/km².

## Lịch sử
Ngày 15 tháng 9 năm 1989, Hội đồng Bộ trưởng ban hành Quyết định số 135/QĐ-HĐBT về việc thành lập xã Quảng Lập trên cơ sở một phần của xã Ka Đô.